# Новобіла (пам'ятка природи)
Новобіла — ботанічна пам'ятка природи місцевого значення, розташована між селами Новобіла, Павленкове та Литвинове Старобільського району Луганської області. Загальна площа — 2407 га.
Ботанічна пам'ятка отримала статус згідно з рішенням Луганської облради № 8/7 від 29 вересня 1999 року.
Пам'ятка природи знаходиться на крейдяних відслоненнях правого берега річки Білої і представлена різноманітною флорою, що вміщує в собі рідкісні, зникаючі та ендемічні види рослин. 

## Галерея

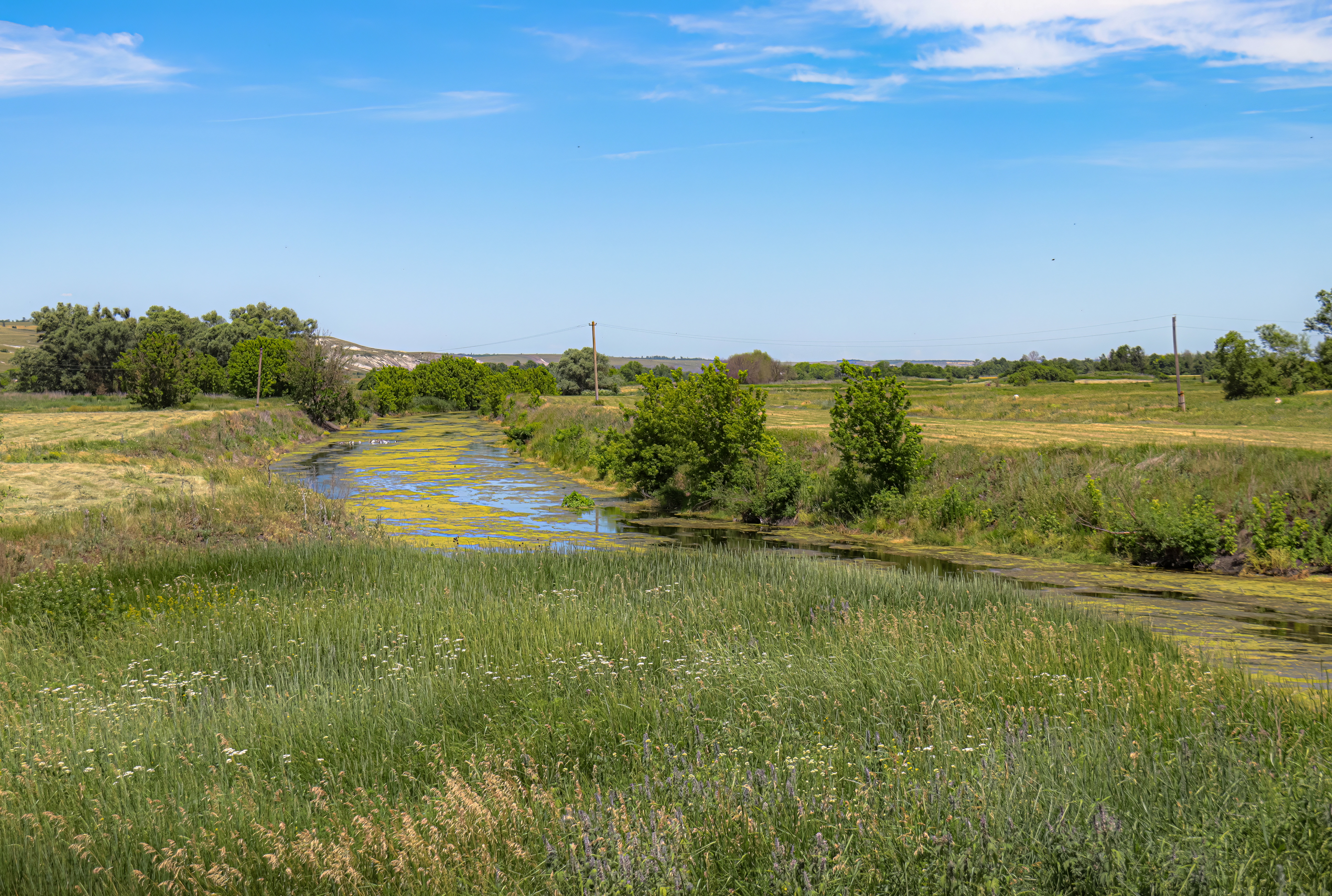
Пейзажі Новобілої
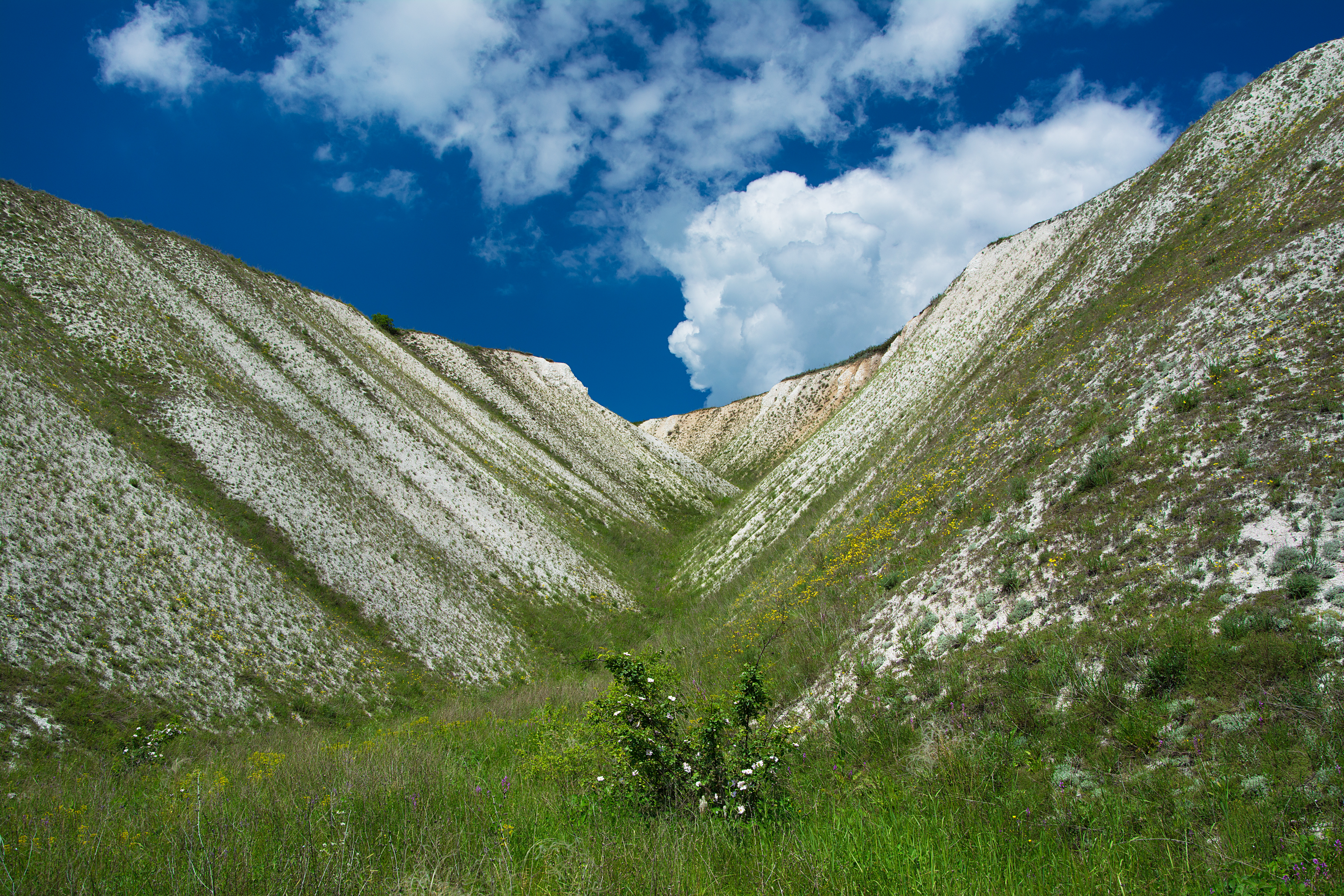
Живописні яри вкриті рослинністю
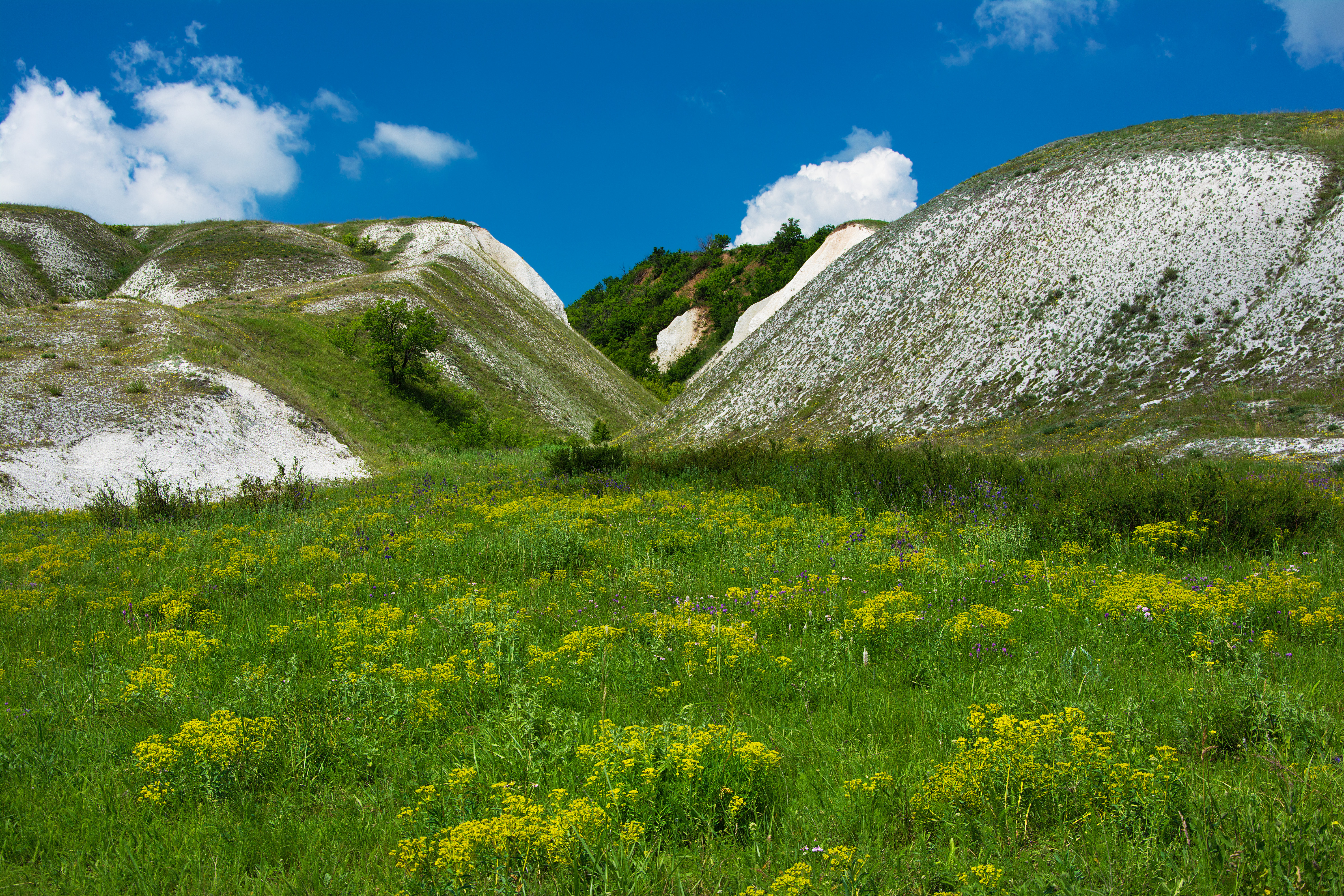
Крейдяні пагорби вкрилися квітами
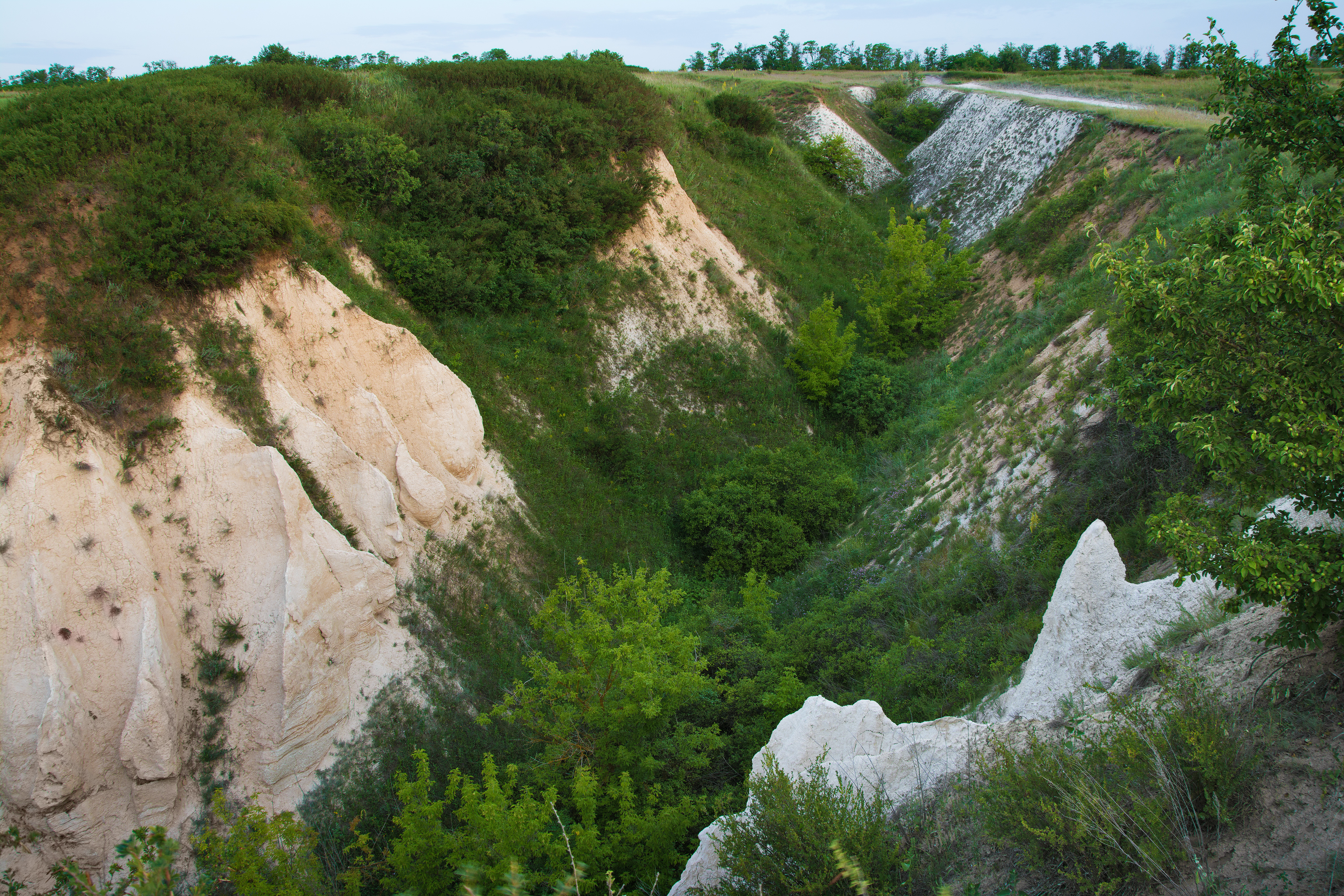
Пейзажі Новобілої
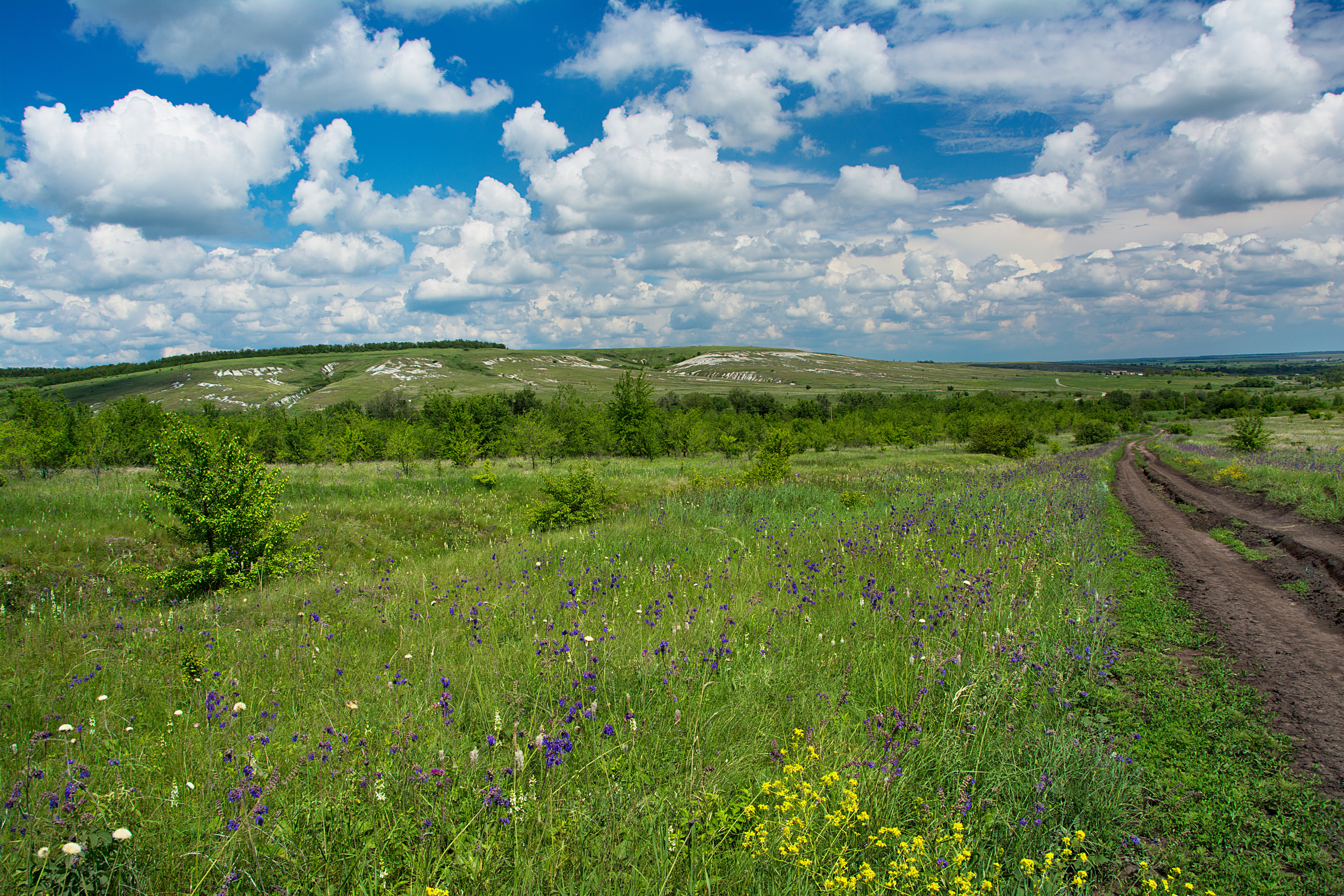
Вид на пам'ятку здалеку в червні